# Эл Сноу
Аллен Рей Сарвен (род. 18 июля 1963, Лайма, Огайо) — американский профессиональный рестлер и актёр, больше известен под своим сценическим именем Эл Сноу. Он стал известным по выступлениям в Extreme Championship Wrestling и World Wrestling Entertainment.
Сноу работал в качестве дорожного агента в Total Nonstop Action Wrestling (TNA, позже Impact Wrestling) с 2010 по 2017 год и владеет Ohio Valley Wrestling с 2018 года (сначала как мажоритарный владелец, а с 2021 года — как миноритарный).

## Карьера в рестлинге

### Ранняя карьера (1982—1995)
Сарвен посетил лагерь рестлинга, организованный Оле и Джином Андерсонами. Там он познакомился с Джимом Ланкастером, промоутером Midwest Championship Wrestling в Огайо, который согласился его тренировать. Позже Ланкастер назвал Сарвена «лидером на ринге», у которого «был драйв и природные способности». Его дебют состоялся 22 мая 1982 года. Сарвен победил Ланкастера 5 мая 1985 года, завоевав титул чемпиона Midwest Championship Wrestling.
Сарвен выступал в различных независимых промоушенах в 1980-х и начале 1990-х годов, завоевывал титулы в командных и одиночных боях, но не смог добиться больших успехов. В 1993 году он выступал в WWF, проиграв Марти Джаннетти и Гробовщику под именем Стив Мур. Сарвен помогал тренировать будущего члена Зала славы Ultimate Fighting Championship (UFC) и чемпиона мира в тяжелом весе NWA Дэна Северна. В это время он иногда выступал под именем Шиноби, в маске в стиле ниндзя. 19 ноября 1994 года он участвовал в турнире за вакантный титул чемпиона мира NWA в супертяжелом весе, но проиграл Крису Кандидо, который в итоге стал победителем турнира.
В 1995—1997 годах Сноу руководил школой рестлинга под названием Body Slammers в Лайме, Огайо, наняв Ди’Ло Брауна в качестве помощника тренера. Впоследствии эта школа разветвилась: один из его тренеров руководил Bodyslammers в Оттаве.

### Extreme Championship Wrestling (1995)

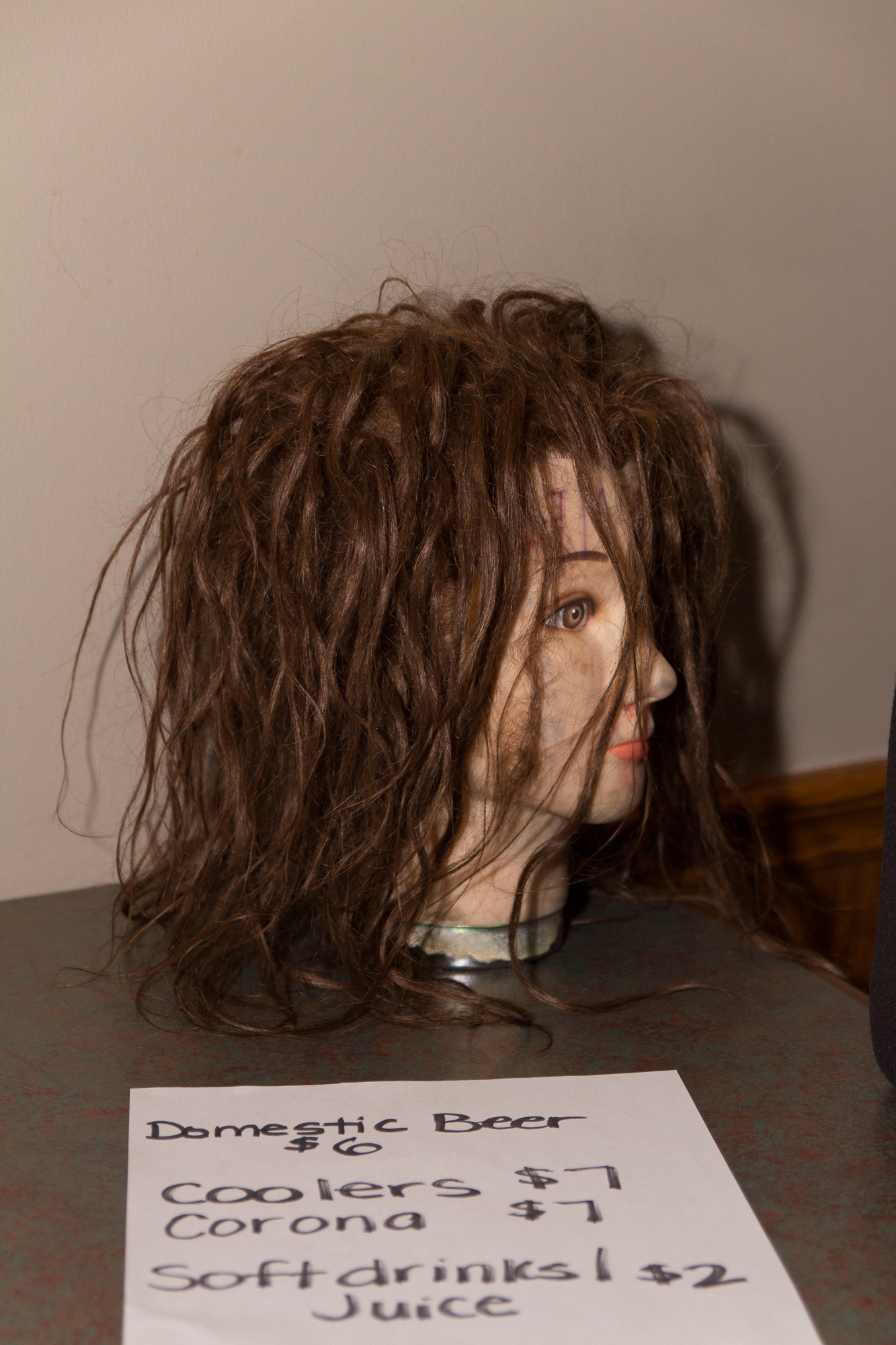
Голова, которую использовал Эл Сноу

После тура по Японии Сарвен провел матч в Мичигане против Сабу, завсегдатая Extreme Championship Wrestling (ECW), который предложил ему попробовать себя в ECW. После дебюта против Тэзманьяка 4 февраля 1995 года Сарвен встретился с Крисом Бенуа в 15-минутном матче, который был назван одним из лучших в этом году.

## Личная жизнь
Сноу был женат три раза. В 1986 году он женился на Пэм Сарвен, и у пары родилось двое детей. Они развелись в 2004 году. Его второй женой стала коллега-рестлер Синтия Линч, выступавшая под именем Бобкэт. Они поженились в 2009 году и развелись в 2015 году. В 2017 году он женился на своей третьей жене, Джессике Гоуша.
В 2021 году спас жизнь мальчика, который попал в прилив на одном из пляжей Флориды.